# Mediterranea depressa
Mediterranea depressa is een slakkensoort uit de familie van de Oxychilidae. De wetenschappelijke naam van de soort werd in 1880 voor het eerst geldig gepubliceerd door Victor Sterki.

## Kenmerken
Het slakkenhuisje van Mediterranea depressa, die naar rechts is gewikkeld, is erg afgeplat (conisch). De draad is van opzij gezien nauwelijks zichtbaar en de apex is licht gebogen. Het heeft een breedte van 6,5 tot 8 mm en een hoogte van 3 tot 4,5 mm. In het volwassen stadium worden 4½ tot 5 windingen ontwikkeld, die langzaam en regelmatig breder worden. Ze zijn aan de bovenzijde sterk afgeplat en vormen slechts een platte naad. De periferie is meer afgerond. De laatste winding neemt bijna onmerkbaar toe richting de mond en daalt zeer weinig. De navel is diep en erg smal. De mond is enigszins afgeplat-elliptisch of eivormig in direct plan, met uitzondering van de incisie van de vorige winding, en enigszins schuin. De mondrand is recht en puntig.
De schaal is witachtig tot lichtgeel en doorschijnend. Het oppervlak is glanzend en heeft fijne en vage, regelmatige groeilijnen, iets meer uitgesproken richting de navel. Het zachte lichaam varieert in kleur van zeer lichtgrijs tot blauwgrijs. Klieren in de mantel van jonge dieren zijn als rode vlekken door het huisje te zien.

### Vergelijkbare soorten
De diepe en zeer smalle navel is smaller dan die van de andere Europese Oxychilus-soorten. Bij de zuidelijke glansslak (Morlina glabra) is de draad hoger en zijn de windingen aan de bovenzijde ook iets duidelijker gekromd.

## Geografische spreiding en leefgebied
Het verspreidingsgebied strekt zich uit over Centraal-Europa, de oostelijke Alpen en de Balkan tot aan Griekenland. Er zijn twee geïsoleerde gebeurtenissen in de westelijke Italiaanse Alpen. In Duitsland zijn er geïsoleerde locaties in het Zwarte Woud, in de Frankische Jura, in het Beierse Woud, Thüringerwoud en in het Ertsgebergte. In Oostenrijk zijn de voorvallen ook erg verspreid. De soort komt iets vaker voor in de Karpaten.
De soort leeft het liefst in matig vochtige leefgebieden in bossen, op puin en tussen rotsen, op open grashellingen met verspreide struiken of bomen, ook boven de boomgrens. Het leeft onder de grond in grond die rijk is aan humus en afval. In Bulgarije wordt het vaak gevonden in grotten (ingangen). Het geeft de voorkeur aan kalkrijke bodems, maar kiezelhoudende bodems worden getolereerd. In Zwitserland (Engadin) en Bulgarije stijgt het tot 2600 meter boven de zeespiegel.